# Multiplizitätsreaktivierung
Die Multiplizitätsreaktivierung (MR) ist ein Prozess, bei der es zu einer Bildung von infektiösen Viren kommt, wenn mindestens zwei genetisch geschädigte Virusteilchen dieselbe Zelle infizieren und miteinander interagieren. Zwar fehlen den einzelnen Virusteilchen aufgrund ihrer abschnittsweise defekten Genome die Fähigkeit, vermehrungsfähige Virionen zu bilden. Durch Rekombination (Austausch von DNA) innerhalb der infizierten Zelle werden geschädigte Gene des einen Genoms durch intakte des anderen ersetzt, wodurch wieder ein funktionsfähiges Virusgenom gebildet wird. Die Schädigung des Virusgenoms kann durch diverse Mutagene wie z. B. UV-Strahlung verursacht werden.
Das Konzept geht auf die Untersuchungen von Bakteriophagen durch den Mikrobiologen Salvador Edward Luria Ende der 1940er Jahre zurück und ist dort am besten untersucht. Bestrahlte Phagen (z. B. Escherichia-Virus T4) können trotz fehlender Plaquebildungsfähigkeit in die Wirtszelle eindringen und wieder funktionstüchtige Phagen erzeugen – dies führt zur Zerstörung der Wirtszelle, es bilden sich Plaques.
Die MR wurde auch bei Adenoviren und anderen humanpathogenen Viren wie Herpes-simplex-Viren, Vacciniaviren, Polioviren oder HIV beobachtet.
Bei der Herstellung von Totimpfstoffen soll auf die Inaktivierung der Impfviren mittels UV-Strahlen wegen der Möglichkeit einer Multiplizitätsreaktivierung verzichtet werden.
In der Literatur wird MR vereinzelt auch als eine Form der sexuellen Fortpflanzung bei Viren betrachtet.